# Az 1% Klub – Mennyire okos Magyarország?
Az 1% Klub – Mennyire okos Magyarország? a TV2 nagyszabású logikai vetélkedője, amely 2024. december 15-én indult. A műsor az angol The 1% Club műsoron alapul.

## Története
2024. április 23-án Fischer Gábor, a TV2 Csoport programigazgatója a Digital-Media Hungary konferencián bejelentette, hogy újabb nagyszabású logikai vetélkedőt indítanak. 2024. november 21-én bejelentették, hogy Kasza Tibi lesz a műsorvezetője. 2024. november 25-én bejelentették a műsor kezdési időpontját. 2025. március 28-án Fischer Gábor a SorozatWiki podcastban bejelentette a műsor folytatását.

## A műsor menete
A műsorban 100 versenyző vesz részt, akinek 15 szintet kell teljesítenie, aki nem jól válaszol, kiesik. A vetélkedő során elhangzó kérdéseket előbb a nagyközönségnek is felteszik. A kérdéseket a helyes válaszok százalékos aránya alapján osztályozzák; a kisebb százalékot produkáló kérdések – amelyeket kevesebb ember tudott helyesen megválaszolni – lesznek a magasabb szinteken. Így a végső, 15. körben az a kérdés hangzik el, amelyet csupán a résztvevők 1%-a tudott helyesen megválaszolni. Aki sikeresen eljut a játék végéig, pénznyereménnyel távozhat.

## Évadok
| Évad | Évad | Részek száma | Részek száma | Eredeti sugárzás   | Eredeti sugárzás   | Eredeti adó |
| Évad | Évad | Részek száma | Részek száma | Évadbemutató       | Évadzáró           | Eredeti adó |
| ---- | ---- | ------------ | ------------ | ------------------ | ------------------ | ----------- |
|      | 1.   | 1            | 1            | 2024. december 15. | 2024. december 15. |             |
|      | 2.   | 7            | 7            | n. a.              | n. a.              |             |

## Sztárvendégei
| 1. | Ördög Nóra | Till Attila |

## Nézettség
A +4-es adatok a teljes lakosságra, a 18–59-es adatok a célközönségre vonatkozik. A táblázat csak az TV2 által főműsoridőben sugárzott adások adatait mutatja. 
| Epizód  | Dátum              | Idősáv         | Teljes lakosság (+4) | Teljes lakosság (+4) | Teljes lakosság (+4) | Célközönség (18–59) | Célközönség (18–59) | Célközönség (18–59) | Forrás  |
| Epizód  | Dátum              | Idősáv         | AMR (fő)             | SHR (%)              | Heti helyezés        | AMR (fő)            | SHR (%)             | Heti helyezés       | Forrás  |
| 1. évad | 1. évad            | 1. évad        | 1. évad              | 1. évad              | 1. évad              | 1. évad             | 1. évad             | 1. évad             | 1. évad |
| ------- | ------------------ | -------------- | -------------------- | -------------------- | -------------------- | ------------------- | ------------------- | ------------------- | ------- |
| 1.      | 2024. december 15. | vasárnap 18:55 | 750 156              | 17,2                 | 3.                   | 297 723             | 13,7                | 3.                  | [ 4 ]   |